# Diazotrofia
Diazotrofia – zdolność organizmów do wiązania azotu cząsteczkowego występującego w powietrzu i przekształcania go do postaci użytecznych biologicznie.
Mimo że atmosfera ziemska jest bardzo bogatym rezerwuarem azotu, jest on nieprzyswajalny dla większości organizmów, zarówno eukariotycznych, jak i prokariotycznych. Zdolność diazotrofii wykazują tylko niektóre bakterie i archeany. Obydwa te taksony niegdyś były łączone, więc grupę tę określa się jako bakterie azotowe (np. Azotobacter, Rhizobium, Anabaena), przy czym ze względu na pewną ekologiczną odrębność sinic, czasami nie są one zaliczane do tej grupy. Do diazotrofii zdolne są eukarionty posiadające odpowiednie organellum powstałe na drodze endosymbiozy z diazotroficznego prokarionta – nitroplast. Pierwszym gatunkiem, u którego stwierdzono tak daleko posuniętą symbiozę jest Braarudosphaera bigelowii.
Chemicznie reakcję wiązania azotu można przedstawić równaniem:
N2 + 6H + energia → 2NH3
Bardziej szczegółowo:
8H+ + N2 + 8e− + 16 MgATP → 2NH3 + H2 + 16MgADP + 16Pi

gdzie ATP to adenozynotrifosforan (tu związany z magnezem), ADP – adenozynodifosforan, Pi – nieorganiczny fosforan, a reakcja jest katalizowana przez nitrogenazę.
Diazotrofia wydaje się być bardzo starym ewolucyjnie przystosowaniem i pozwala być organizmem pionierskim, gdyż uniezależnia organizmy od takich źródeł azotu, jak związki amonowe, azotany czy aminokwasy.